# 1403 w literaturze
Wydarzenia literackie w 1403 roku.

## Urodzili się
- Ali al-Bistami, perski uczony i autor (zm. ok. 1470)
- Gilbert Hay, szkocki poeta (zm. po 1456)

## Zmarli
- Vasco de Lobeira, portugalski pisarz (rok narodzin nieznany)